# Alfa Romeo Tipo 316
Der Alfa Romeo Tipo 316 war ein Rennwagen, den Alfa Romeo 1938 herstellte. Das Modell ist auch als 316 und 16C-316 bekannt. Es wurde in der Saison 1938 und der Saison 1939 eingesetzt; vier dieser Wagen wurden wahrscheinlich gebaut. Die Fahrer waren Nino Farina und Clemente Biondetti.
Der Tipo 316 war eines von drei Konzepten Alfa Romeos, die der Mailänder Autohersteller entwickelt hatte, um innerhalb des neuen Reglements für die Saison 1938 konkurrenzfähig zu sein. Die drei Autos unterschieden sich hauptsächlich in der Motorisierung. Die anderen beiden Modelle waren der Tipo 308 und der Tipo 312, die mit einem Reihen-Achtzylinder- bzw. einem V12-Motor ausgerüstet waren.
Das dritte Auto, der 316, war wie der Tipo 312 eine Weiterentwicklung des 12C-37, hatte jedoch einen 16-Zylindermotor, der aus zwei 8-Zylinder-Blöcken bestand, die in einem Winkel von 60° zusammengesetzt waren und jeweils eine eigene Kurbelwelle und einen eigenen Kompressor hatten. Da vor dem Motor kein Platz für die Kompressoren war, mussten sie zwischen den Zylinderköpfen platziert werden. Dieses „Paket“ entwickelte eine Leistung von etwa 350 PS (260 kW) bei 7500/min. Der Motor war zwar stärker als die Motoren des Tipo 308 und 312, aber gegen die deutschen Teams dieser Ära immer noch nicht wirklich konkurrenzfähig.
Dieser Motor wurde für den Tripolis-Grand-Prix von 1938 in ein speziell vorbereitetes 8C/35/308-Chassis eingebaut, wo er im Training vielversprechend war, aber während des Rennens die Erwartungen nicht erfüllte. Die Entwicklung des Autos wurde gestoppt, als sich das Team auf den 1,5-Liter-Alfetta konzentrierte und der 316 erst beim Großen Preis von Italien zum Einsatz kam, wo er Zweiter wurde. Beim belgischen Grand Prix von 1939 hatte das von Farina gefahrene Auto eine neue markante Nase im „Delphinkopf“-Stil. In der ersten Runde erkämpfte Farina die Führung, verlor jedoch wegen des Leistungsnachteils gegenüber den deutschen Silberpfeilen Position um Position. Er blieb zwar bestplatzierter Teilnehmer auf einem nicht-deutschen Fabrikat, war aber bis zu seinem Ausscheidens (wegen Ausfall des Kompressors) in der zweiten Rennhälfte bereits zweimal überrundet worden.